# Thorvald Strömberg
Thorvald Strömberg, né le 17 mars 1931 et mort le 9 décembre 2010, est un kayakiste finlandais pratiquant la course en ligne.

## Biographie
Lors des Jeux olympiques d'Helsinki, Thorvald Strömberg domine le champion olympique en titre Gert Fredriksson sur la distance de 10 000 m. Il doit s'incliner face au Suédois sur la distance du 1 000 m, gagnant néanmoins la médaille d'argent.

## Palmarès
Jeux olympiques de canoë-kayak course en ligne
- 1952 à Helsinki,  Finlande
  -  Médaille d'or en K-1 10 000 m
  -  Médaille d'argent en K-1 1 000 m[2]